# Île Donghai
L'île Donghai (en chinois : 东海岛 ; en chinois traditionnel : 東海島) est une île dans le Guangdong en République populaire de Chine, située près de la ville de Zhanjiang.
Avec une superficie de 286 km², il s'agit de la plus grande île de la province et de la 5e plus grande île de la RPC. En 2008, sa population permanente était estimée à 211 000 habitants.
Entre 1899 et 1945, l'île fait partie du territoire français de Kouang-Tchéou-Wan.